# Захоплення заручників у посольстві ФРН в Стокгольмі
Захоплення заручників у посольстві ФРН в Стокгольмі — терористичний акт здійснений членами ліворадикальної терористичної організації «Фракції Червоної Армії» 24 квітня 1975 року в посольстві ФРН у Стокгольмі.

## Історія
24 квітня 1975 роки шестеро терористів (Ганна Краббе, Карл-Гайнц Деллво, Люц Тауфер, Бернгард Росснер, Ульріх Вессель та Зіґфрід Гауснер), які назвали себе «підрозділом імені Гольґера Майнса», захопили посольство ФРН в Стокгольмі, взяли у заручники 12 осіб та забарикадувались на верхньому поверсі будівлі. Погрожуючи вбити заручників, вони вимагали звільнення 26 членів «Фракції Червоної Армії».
О 20:00 уряд ФРН вирішив не приймати вимоги терористів, і двоє заручників були вбиті терористами. О 23:46 вибухнув саморобний вибуховий пристрій. Вибухом було сильно пошкоджено будівлю посольства, опіки та різні поранення отримали усі терористи та заручники. Так терорист Вессель помер від отриманих ран через дві години в лікарні, а Зіґфрід Гауснер — через десять днів у шпиталі Штутгартської в'язниці.
Після вибуху розпочалась операція шведської поліції зі звільнення посольства, під час якої загинули двоє заручників та двоє терористів, були поранені десятеро співробітників посольства і четверо терористів. Краббе, Деллво, Тауфер і Росснер були заарештовані та засуджені 20 липня 1977 року до подвійного довічного ув'язнення на так званому «Стокгольмському процесі», який проходив у Дюссельдорфі. Згодом терористи були амністовані і звільнені. Так Росснер був звільнений 17 листопада 1992 року, Тауфер і Деллво були звільнені навесні 1995 року, а Краббе — 10 травня 1996 року. Жоден з амністованих терористів так і не розкаявся за вчинений ними терористичний акт у Стокгольмі. У 1994 році Росснер, під час телевізійного інтерв'ю на «ZDF», сказав що не відчуває докорів сумління за вчинений ним теракт, і не має наміру каятись перед родичами загиблих заручників.